# Кооперативные стохастические игры
Кооперативные стохастические игры — раздел теории игр, изучающий конфликтно-управляемые системы с недетерминированными переходами из состояния в состояние, в которых возможна кооперация игроков. Стохастические игры — динамические игры, в которых переход из одного состояния (одновременной игры) в другое происходит с некоторой вероятностью, зависящей от стратегий, выбранных игроками в данном состоянии. Под выигрышами игроков в стохастических играх принято понимать математическое ожидание их выигрышей. Впервые стохастические игры были рассмотрены Л. Шепли в 1953 году. Он изучал антагонистические стохастические игры двух лиц и доказал существование ситуации равновесия в стационарных стратегиях в таком классе игр.
Если допустить возможность кооперации между игроками, то возникает несколько задач, характерных для кооперативных игр в целом. Первая из них — определение характеристической функции и проверка её супераддитивности. Вторая — нахождение в некотором смысле оптимального дележа максимального суммарного выигрыша игроков. Третья — поддержание кооперации или проверка выбранного игроками кооперативного соглашения на динамическую устойчивость.
В теории кооперативных стохастических игр предполагается, что игроки договариваются перед началом игры о совместном выборе ситуации, при которой достигается максимум математического ожидания суммарного выигрыша игроков (кооперативное соглашение). После этого они могут выбрать один из классических кооперативных принципов оптимальности в качестве дележа полученного выигрыша. Стохастическая игра происходит в динамике, это означает, что в течение игры игроки оказываются в подыграх (стохастических играх, начинающихся с некоторого состояния), и их оставшиеся выигрыши могут не совпадают с кооперативным принципом оптимальности, который они выбрали совместно в начале игры. Это будет означать динамическую неустойчивость кооперативного соглашения. Можно провести регуляризацию выплат игрокам на каждом шаге игры, чтобы добиться динамической устойчивости кооперативного соглашения.